# Sciara dimidiata
Sciara dimidiata är en tvåvingeart som först beskrevs av Thomas Say 1832.  Sciara dimidiata ingår i släktet Sciara och familjen sorgmyggor. Inga underarter finns listade i Catalogue of Life.